# Hystrix laevis
Hystrix laevis là một loài thực vật có hoa trong họ Hòa thảo. Loài này được (Petrie) Allan mô tả khoa học đầu tiên năm 1936.